# Banu Jahir
Els Banu Jahir (àrab: بنو جهير, Banū Jahīr) o jahírides foren un clan familiar que va controlar el visirat abbàssida durant part del període del sultanat seljúcida.
El primer membre destacat fou Abu-Nasr Muhàmmad ibn Muhàmmad ibn Jahir, conegut com a Fakhr-ad-Dawla, d'una família rica de Mossul dedicada al comerç i favorable als emirs Banu Uqayl de Mossul. El 1050, mort l'emir Kirwash, Abu-Nasr Muhàmmad es va traslladar a Alep on va arribar a visir del mirdàsida Thamal Muïzz-ad-Dawla i el 1054 va arribar a visir del marwànida Nasr-ad-Dawla de Mayyafarikin (mort el 1061). El 1061, les lluites entre els fills de Nasr-ad-Dawla, el van aconsellar aprofitar el moment en què el califa necessitava un visir que fos acceptable pel sultà seljúcida, per optar al càrrec i fou nomenat.
Durant mig segle ell i la família van conservar el càrrec. Fakhr-ad-Dawla fou visir fins al 1078, excepte un breu període d'unes setze setmanes el 1068. El 1078 va caure en desgràcia però al cap de poc fou substituït pel seu fill Amid-ad-Dawla, que fou proper del visir seljúcida Nidham-al-Mulk, amistat concretada en el casament d'Amid-ad-Dawla amb una filla de Nidham-al-Mulk, que va morir vers el 1078, i després amb una neboda de la seva dona difunta.
A la meitat del regnat de Màlik-Xah I (1072-1092), el 1083, el califa al-Muqtadí (1075-1094) que es volia desfer de la tutela seljúcida, el va destituir i va nomenar visir a Abu-Xujà Rudhrawari. Llavors va obtenir de Màlik-Xah tropes per conquerir l'emirat marwànida; el marwànida va obtenir el suport de l'uqaylida Muslim de Mossul, mentre que el general seljúcida Ortuk no li donava el suport esperat. Amid-ad-Dawla va poder conquerir Mayyafarikin, Amida i altres fortaleses de Diyar Bakr, després de setges i finalment la guerra es va acabar el 1085, però impopular i després de malgastar en un any el tresor marwànida, fou destituït per Màlik-Xah (1086). Finalment el 1089 va rebre altre cop la província mentre que el seu pare Fakhr-ad-Dawla rebia de Màlik-Xah el govern de Mossul que l'acabava de conquerir als uqàylides. Fakhr-ad-Dawla va morir en aquesta ciutat el 1090.
El 1091 el visir seljúcida Nidham-al-Mulk va aconseguir fer restablir a Amid-ad-Dawla com visir abbàssida càrrec que va conservar fins al 1100, deixant al front del govern del Diyar Bakr el seu germà al-Kafi Dhaïm ar-Ruassà Abu-l-Qàssim Alí (i després el va succeir el seu fill Ibn al-Kafi). El 1094 Tútuix I, germà de Màlik-Xah I, es va apoderar de Diyar Bakr. Al-Kafi va ser nomenat visir del Diyar Bakr però revocat poc després i el territori es va repartir entre diversos caps turcmans.
Amid-ad-Dawla, deposat el 1100 per orde del sultà Barkyaruq, fou empresonat i va morir al cap de poc a la presó, el mateix any 1100. El seu germà al-Kafi fou visir del califa al-Mustánsir del 1102 al 1106 i del 1108 al 1113. Encara un altre membre de la família, Nidham-ad-Din Abu-Nasr al-Mudhàffar ibn Muhàmmad ibn Jahir, fou visir del 1140 al 1146. Fou el darrer membre rellevant de la família.